# Only When I Lose Myself
Only When I Lose Myself är en låt av den brittiska gruppen Depeche Mode. Det är gruppens trettiofemte singel och återfinns på samlingsalbumet The Singles 86–98. Singeln släpptes den 7 september 1998 och nådde som bäst 17:e plats på den brittiska singellistan.
Sången handlar om att ta risker, att släppa taget, att helt och fullt ge sig åt en annan människa.
Musikvideon regisserades av Brian Griffin.

## Utgåvor och låtförteckning
Alla låtar är komponerade av Martin Gore.

### 12": Mute / 12Bong29 (UK)
1. "Only When I Lose Myself (Subsonic Legacy Remix)" (7:00) (remixed by Danny Briottet)
2. "Only When I Lose Myself (Dan the Automator Remix)" (4:45)
3. "Headstar (Luke Slater Remix)" (5:47)

### 12": Mute / L12Bong29 (UK)
1. "Only When I Lose Myself (Gus Gus Long Play Mix)" (11:21)
2. "Painkiller (Kill the Pain Mix - DJ Shadow vs Depeche Mode)" (6:34)
3. "Surrender (Catalan FC Out of Reach Mix)" (6:55)

### CD: Mute / CDBong29 (UK)
1. "Only When I Lose Myself" (4:35)
2. "Surrender" (6:19)
3. "Headstar" (4:23)

### CD: Mute / LCDBong29 (UK)
1. "Only When I Lose Myself (Subsonic Legacy Remix)" (7:00)
2. "Only When I Lose Myself (Dan the Automator Remix)" (4:47)
3. "Headstar (Luke Slater Remix)" (5:47)

### CD: Mute / XLCDBong29 (UK)
1. "Only When I Lose Myself (Gus Gus Long Play Mix)" (11:21)
2. "Painkiller (Kill the Pain Mix - DJ Shadow vs Depeche Mode)" (6:34)
3. "Surrender (Catalan FC Out of Reach Mix)" (6:55)
4. "Only When I Lose Myself (Gus Gus Short Play Mix)" (5:06)
5. "World in My Eyes (Safar Mix)" (8:30)

### CD: Mute / CDBong29X (EU)
1. "Only When I Lose Myself" (4:35)
2. "Surrender" (6:19)
3. "Headstar" (4:23)
4. "Only When I Lose Myself (Subsonic Legacy Remix)" (7:00)
5. "Only When I Lose Myself (Dan the Automator Remix)" (4:45)
6. "Headstar (Luke Slater Remix)" (5:47)
7. "Only When I Lose Myself (Gus Gus Long Play Mix)" (11:21)
8. "Painkiller (Kill the Pain Mix - DJ Shadow vs Depeche Mode)" (6:34)
9. "Surrender (Catalan FC Out of Reach Mix)" (6:55)
10. "Only When I Lose Myself (Gus Gus Short Play Mix)" (5:06)
11. "World in My Eyes (Safar Mix)" (8:30)

### Promo 12": Mute / P12Bong29 (UK)
1. "Only When I Lose Myself (Dan the Automator Remix)" (4:45)
2. "Only When I Lose Myself (Subsonic Legacy Remix)" (7:00)
3. "Painkiller (Kill the Pain Mix - DJ Shadow vs Depeche Mode)" (6:34)
4. "Headstar (Single Version)" (4:23)

### Promo 12": Mute / PL12Bong29 (UK)
1. "Headstar (Luke Slater Remix)" (5:47)
2. "Surrender (Catalan FC Out of Reach Mix)" (6:55)
3. "Only When I Lose Myself (Gus Gus Long Play Mix)" (11:21)

### Radio Promo CD: Mute / RCDBong29 (UK)
1. "Only When I Lose Myself (Radio Edit)"  (3:53)
2. "Only When I Lose Myself (Single Version)"  (4:35)

### 2x12": Reprise / 44562-0 (US)
1. "Only When I Lose Myself (Dan the Automator Remix)" (4:45)
2. "Painkiller (Kill the Pain Mix - DJ Shadow vs Depeche Mode)" (6:34)
3. "Headstar (Luke Slater Remix)" (5:47)
4. "Surrender (Catalan FC Out of Reach Mix)" (6:55)
5. "Only When I Lose Myself (Gus Gus Long Play Mix)" (11:21)
6. "Headstar" (4:23)
7. "Only When I Lose Myself (Subsonic Legacy Remix)" (7:00)
8. "Surrender" (6:19)

### CD: Reprise / 44546-2 (US)
1. "Only When I Lose Myself (Dan the Automator Remix)" (4:45)
2. "Headstar" (4:23)
3. "Surrender" (6:19)
4. "Only When I Lose Myself (Subsonic Legacy Remix)" (7:00)
5. "Headstar (Luke Slater Remix)" (5:47)

### CD: Reprise / 44562-2 (US)
1. "Only When I Lose Myself (Gus Gus Long Play Mix)" (11:21)
2. "Painkiller (Kill the Pain Mix - DJ Shadow vs Depeche Mode)" (6:34)
3. "Surrender (Catalan FC Out of Reach Mix)" (6:55)
4. "Only When I Lose Myself (Gus Gus Short Play Mix)" (5:06)
5. "World in My Eyes (Safar Mix)" (8:30)

### Promo 2x12": Reprise / PRO-A-9362 (US)
1. "Only When I Lose Myself (Dan the Automator Remix)" (4:45)
2. "Painkiller (Kill the Pain Mix - DJ Shadow vs Depeche Mode)" (6:34)
3. "Headstar (Luke Slater Remix)" (5:47)
4. "Surrender (Catalan FC Out of Reach Mix)" (6:55)
5. "Only When I Lose Myself (Gus Gus Long Play Mix)" (11:21)
6. "Headstar" (4:23)
7. "Only When I Lose Myself (Subsonic Legacy Remix)" (7:00)
8. "Surrender" (6:19)

### Promo CD: Reprise / PRO-CD-9362 (US)
1. "Only When I Lose Myself (Radio Edit)" (3:53)
2. "Only When I Lose Myself" (4:34)